# ФК Фелчут

Фудбалски клуб Фелчут (мађ. FC Felcsút), је мађарски фудбалски клуб. Седиште клуба је у Фелчуту, Мађарска. Боје клуба су бела и плава. Тренутно играју у другој дивизији мађарског првенства